# Deioco
Nella mitologia greca, Deioco è un guerriero acheo, menzionato nel libro XV dell'Iliade.

## Il mito
Deioco era molto probabilmente un fante dell'esercito acheo al tempo della guerra di Troia. Dopo aver assistito alle stragi seminate Ettore nelle file greche, fuggì insieme ai suoi compagni sotto la pressione avversaria, avvilito, tra l'altro, dalla presenza di Apollo. Mentre cercava di mescolarsi tra i compagni, fu intravisto da Paride che vibrò nella sua direzione un colpo di lancia, cogliendolo di spalle, sotto la schiena. Il troiano si precipitò a spogliare Deioco dell'armatura ma, su invito di Ettore, abbandonò il cadavere nella pianura e proseguì la sua avanzata verso le navi achee.

## Omonimi
Un omonimo guerriero troiano è ricordato da Quinto Smirneo nei Posthomerica e fu il primo di una lunga serie di combattenti a perdere la vita per mano di Aiace Telamonio.